# Харрис, Атиба
Атиба Ерасто Харрис (англ. Atiba Erasto Harris; 9 января 1985, Бастер, Сент-Китс и Невис) — сент-китсский футболист, защитник. Выступал за сборную Сент-Китса и Невиса.

## Клубная карьера
Харрис начал карьеру в местном клубе «Сент-Питерс». В 2004 году он был замечен скаутами английского «Ньюкасл Юнайтед» и два года играл за команду юношей. В 2003 году Атиба подписал контракт с испанским клубом «Кадис», став первым футболистом из Сент-Китса и Невиса в Испании. За основную команду он так и не дебютировал, отыграв год в аренде в «Линаресе», Харрис переехал в США. Его новой командой стал «Реал Солт-Лейк». В 2006 году он дебютировал в MLS, став первым представителем своей страны в американском первенстве.
В конце 2007 года Атиба перешёл в «Чивас США». 6 апреля в матче против своего бывшего клуба «Реал Солт-Лейк» он забил свой первый гол за новую команду.
17 июля 2009 года Харрис был обменян в «Даллас» на Марсело Сарагозу. 25 июля в поединке против своего бывшего клуба «Реал Солт-Лейк» он дебютировал за «быков». 25 октября в матче против «Сиэтл Саундерс» Атиба забил свой первый гол за «Даллас».
На Драфте расширения MLS 2010 Харрис был выбран клубом «Ванкувер Уайткэпс». 19 марта 2011 года в матче против другого канадского клуба «Торонто» он дебютировал за новую команду. В этом же поединке Атиба забил свой первый гол за «Ванкувер».
3 декабря 2012 года Харрис был обменян в «Колорадо Рэпидз» на место иностранного игрока. 3 марта 2013 года в матче против своего бывшего клуба «Даллас» он дебютировал за новую команду. 7 апреля в поединке против своего бывшего клуба «Реал Солт-Лейк» Атиба забил свой первый гол за «Рэпидз».
7 января 2014 года Атиба был обменян на Марвина Чавеса в «Сан-Хосе Эртквейкс». 23 марта в матче против «Спортинг Канзас-Сити» он дебютировал за новую команду. 26 мая в поединке против «Хьюстон Динамо» Харрис забил свой первый гол за «Эртквейкс». По окончании сезона 2014 контракт Харриса с «Сан-Хосе Эртквейкс» истёк.
18 декабря 2014 года во втором этапе Драфта возвращений MLS Харриса выбрал его бывший клуб «Даллас». По окончании сезона 2017 «Даллас» не продлил контракт с Харрисом и он стал свободным агентом.
В декабре 2017 года Харрис подписал контракт с мексиканским клубом «Мурсьелагос».
В июне 2018 года Харрис вернулся играть в США, подписав контракт с клубом USL «ОКС Энерджи». За «Энерджи» он дебютировал 11 июля в матче против «Лас-Вегас Лайтс», отметившись голом.

## Международная карьера
В 2003 году Харрис дебютировал за сборную Сент-Китса и Невиса. 20 сентября 2006 года в отборочном матче Карибского кубка 2007 против сборной Барбадоса Атиба забил свой первый гол за национальную команду.

## Достижения
Командные
 «Даллас»
- Победитель регулярного чемпионата MLS — 2016
- Обладатель Открытого кубка США — 2016